# گودبرگ کوپر
گودبرگ کوپر (انگلیسی: Godberg Cooper؛ زادهٔ ۲۰ اوت ۱۹۹۷) بازیکن فوتبال است.